# خداوردی‌یف
خداوردی‌یف جماعت و شهرکی در جنوب شرقی کشور تاجیکستان است که در ناحیهٔ مرغاب ولایت مختار کوهستان بدخشان قرار دارد. جمعیت این جماعت است.